# Veronica hillebrandii
Veronica hillebrandii är en grobladsväxtart som beskrevs av Ferdinand von Mueller. Veronica hillebrandii ingår i släktet veronikor, och familjen grobladsväxter. Inga underarter finns listade i Catalogue of Life.

## Bildgalleri

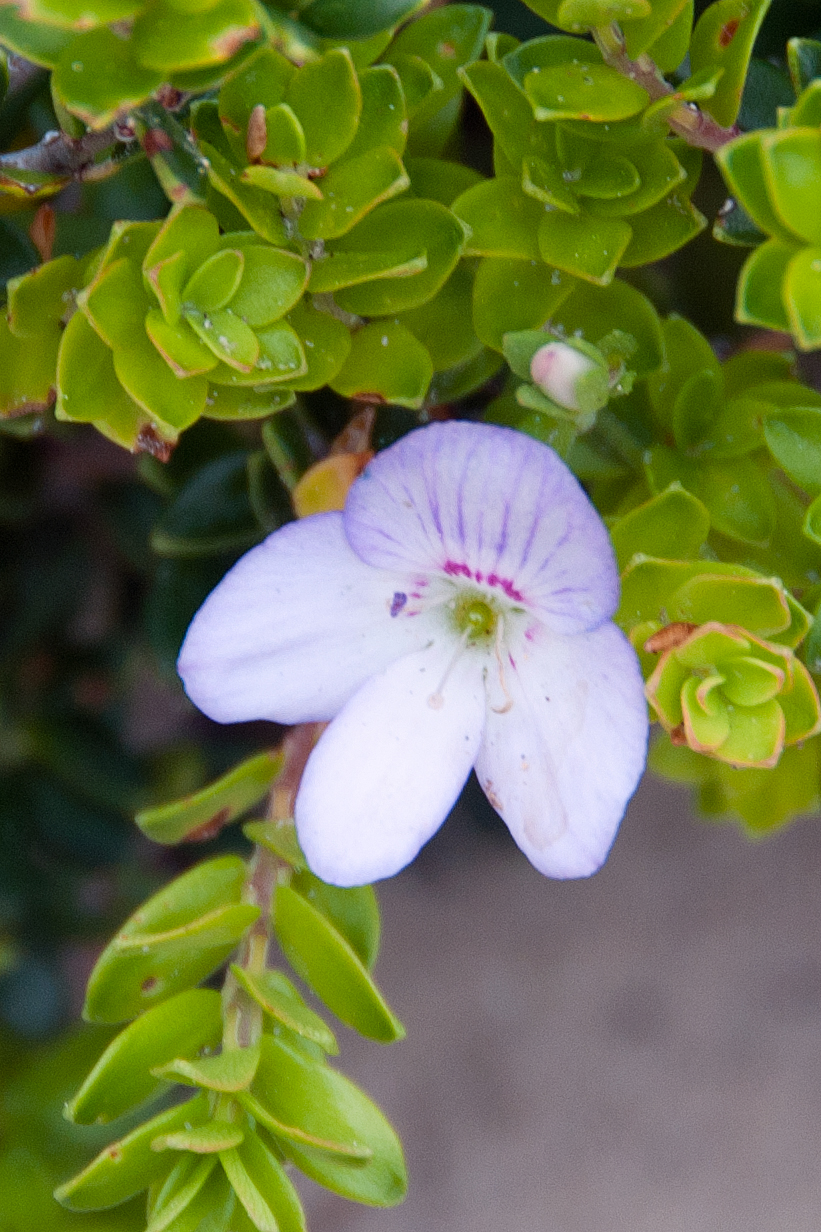
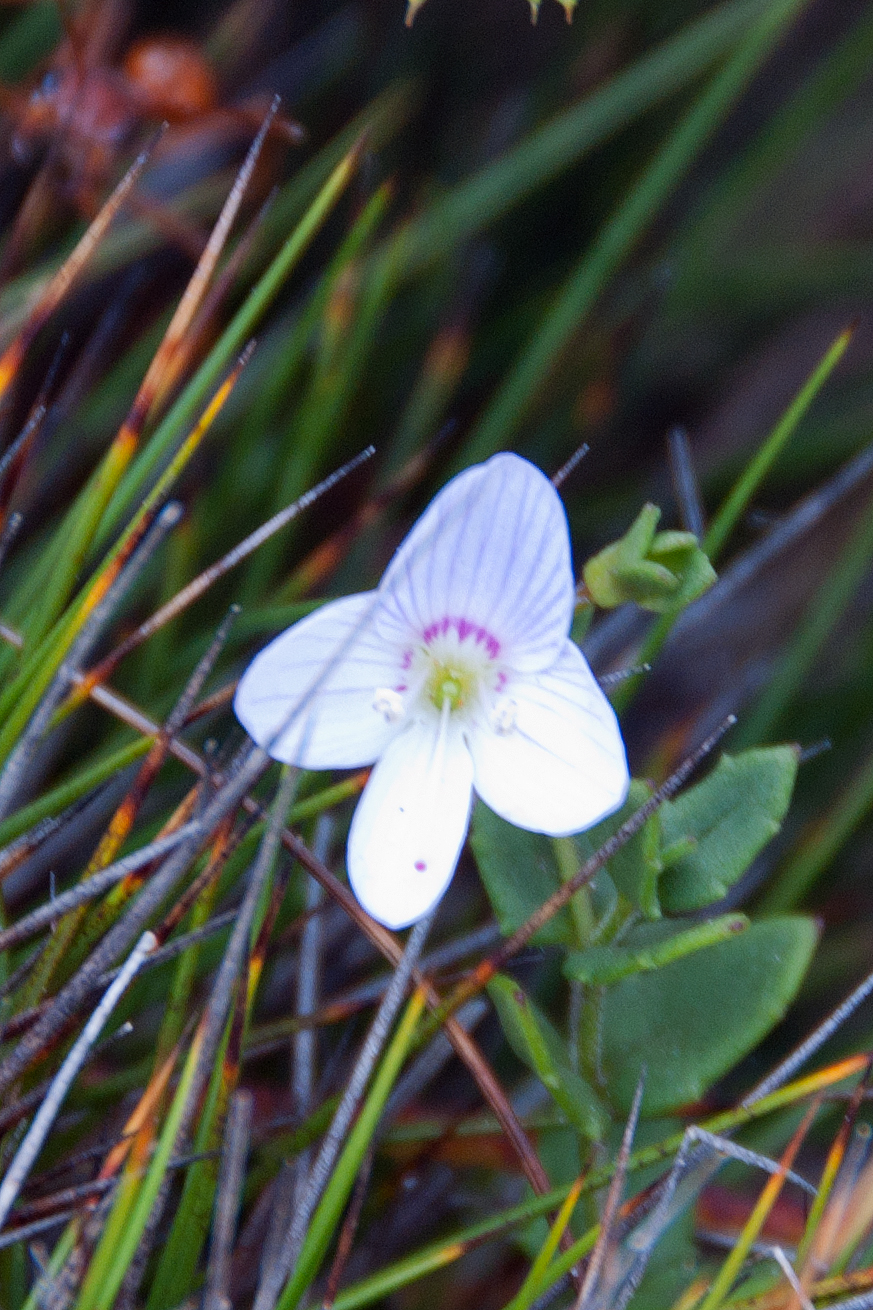